# Janel Parrish
Janel Meilani Parrish (Honolulu (Hawaï), 30 oktober 1988) is een Amerikaans actrice en singer-songwriter.
Ze had gastrollen in Zoey 101, The O.C. en Heroes. Ze is vooral bekend voor haar rol in Bratz: The Movie, waarin ze Jade speelde. Ook speelde ze Mona Vanderwaal in de televisieserie Pretty Little Liars.

## Jeugd en familie
Parrish werd geboren op 30 oktober 1988 in Oahu, Hawaï als de dochter van Mark Parrish, die van Europees-Amerikaanse afkomst is, en Joanne, die van Han-Chinese afkomst is. Ze is naar de Moanalua Elementary en Middle Schools gegaan.
Ze is goed bevriend met haar Bratz co-star, Skyler Shaye en haar Pretty Little Liars co-star, Brendan Robinson.

## Carrière
Ze kreeg de rol van 'Young Cosette' in de National Touring Company van Les Misérables, later speelde ze diezelfde rol in de Broadwayshow van Les Misérables. In 1999 kreeg ze een kleine rol in de miniserie Too Rich: The Secret Life of Doris Duke. Ze verscheen ook in 2 episodes van Baywatch, ze speelde toen een jong meisje met de naam Hina.
Parrish begon op haar zesde piano te spelen. Op haar veertiende, op 3 januari 2003 verscheen ze in het televisieprogramma Star Search waar ze het liedje "On My Own" opvoerde. Ze was geëlimineerd nadat de jury haar niet goed genoeg vonden in vergelijking met een andere kandidaat Tiffany Evans.
In 2007 kreeg ze een van de hoofdrollen, Jade, in Bratz: The Movie. In 2010 kreeg ze de rol van Mona Vanderwaal die jaloers wordt op Hanna wanneer zij terug bevriend wordt met de andere Liars, later is het onthuld dat zij de beruchte "A" is in de televisieserie Pretty Little Liars, gebaseerd op de gelijknamige boekserie van Sara Shepard.

## Filmografie
Als actrice
| - To All The Boys I’ve Loved Before (2018) - Margot - The Concerto (2013) - Lisa Wagner - Celeste and Jesse Forever (2012) - Savannah - 4 Wedding Planners (2011) - Hoku - One Kine Day (2011) - Leilani - Triple Dog (2010) - Cecily Gerber - April Showers (2009) - Vicki - Fired Up! (2009) - Lana - Bratz: The Movie (2007) - Jade - Geppetto (2000) - Prominent gebruikt - Too Rich: The Secret Life of Doris Duke (1999) - Onbekend |

Televisie
| - Drop Dead Diva (2014) - Chelsea - Hawaï Five-O (2013) - Rebecca Fine - Pretty Little Liars (2010-heden) - Mona Vanderwaal - True Jackson, VP (2009) - Kyla - Heroes (2007-2008) - May - The O.C. (2006) - Leah - Zoey 101 (2006) - Sara - The Bernie Mac Show (2004) - Laura - Baywatch (1999) - Hina |